# Chaspuzac
Die französische Gemeinde Chaspuzac mit 849 Einwohnern (Stand: 1. Januar 2022) liegt im Département Haute-Loire in der Region Auvergne-Rhône-Alpes und gehört zum Arrondissement Le Puy-en-Velay sowie zum Kanton Saint-Paulien.

## Geografie
Chaspuzac liegt etwa zehn Kilometer westsüdwestlich von Le Puy-en-Velay im Zentralmassiv. Umgeben wird Chaspuzac von den Nachbargemeinden Loudes im Norden, Saint-Vidal im Osten, Sanssac-l’Église im Süden und Südosten, Vergezac im Süden sowie Saint-Jean-de-Nay im Westen.

## Bevölkerungsentwicklung
| Jahr                       | 1962 | 1968 | 1975 | 1982 | 1990 | 1999 | 2006 | 2017 |
| Einwohner                  | 357  | 326  | 306  | 338  | 480  | 521  | 616  | 778  |
| Quellen: Cassini und INSEE |      |      |      |      |      |      |      |      |

## Sehenswürdigkeiten
- Kirche Saint-Barthélemy aus dem 13. Jahrhundert, seit 1907 Monument historique

## Weblinks

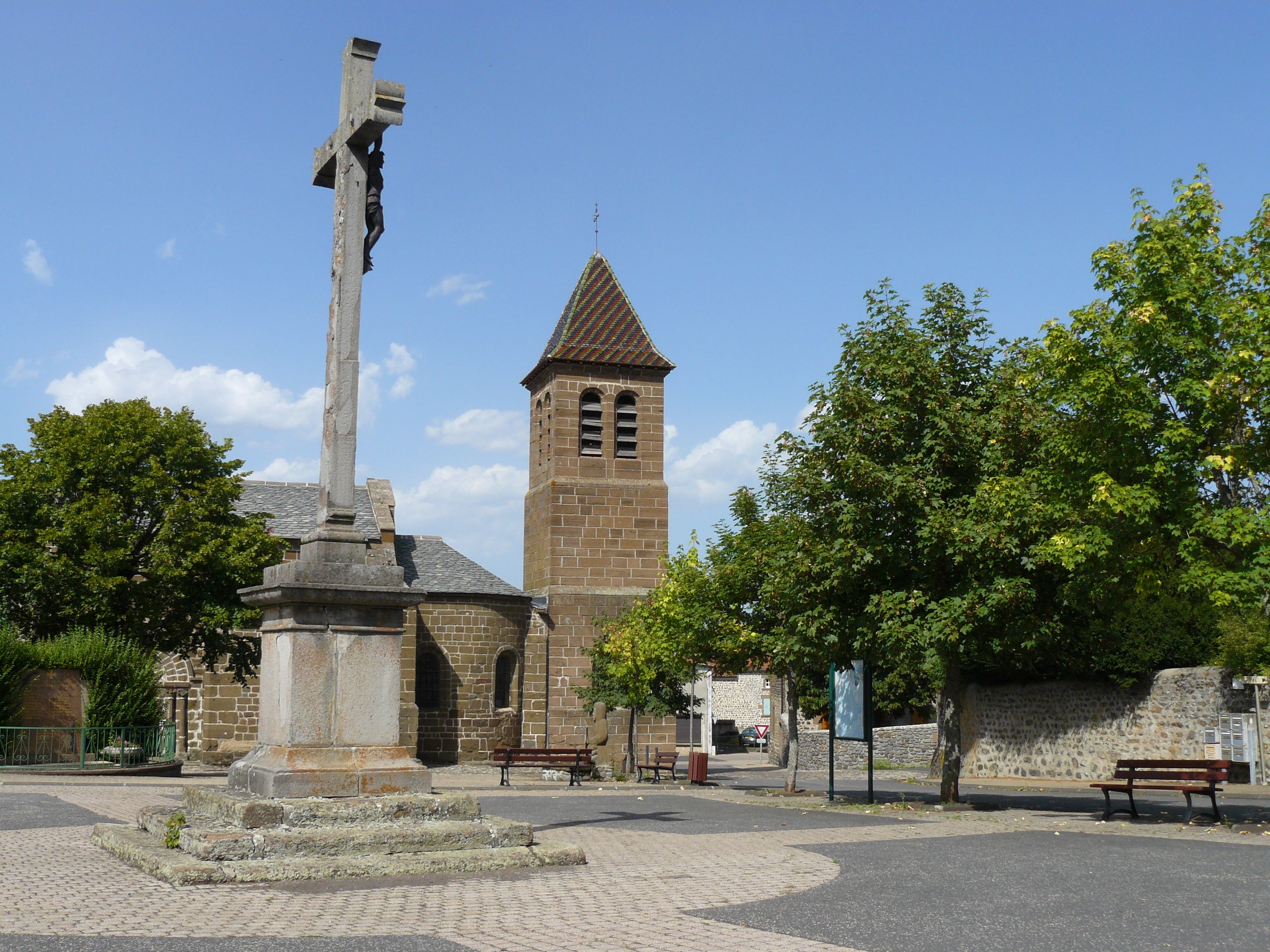
Platz mit der Kirche Saint-Barthélemy